# Noasca
Noasca (Noasca in piemontese, Novaska in francoprovenzale) è un comune italiano di 99 abitanti della città metropolitana di Torino in Piemonte che si trova a 75 km a nordovest del capoluogo.

## Geografia fisica

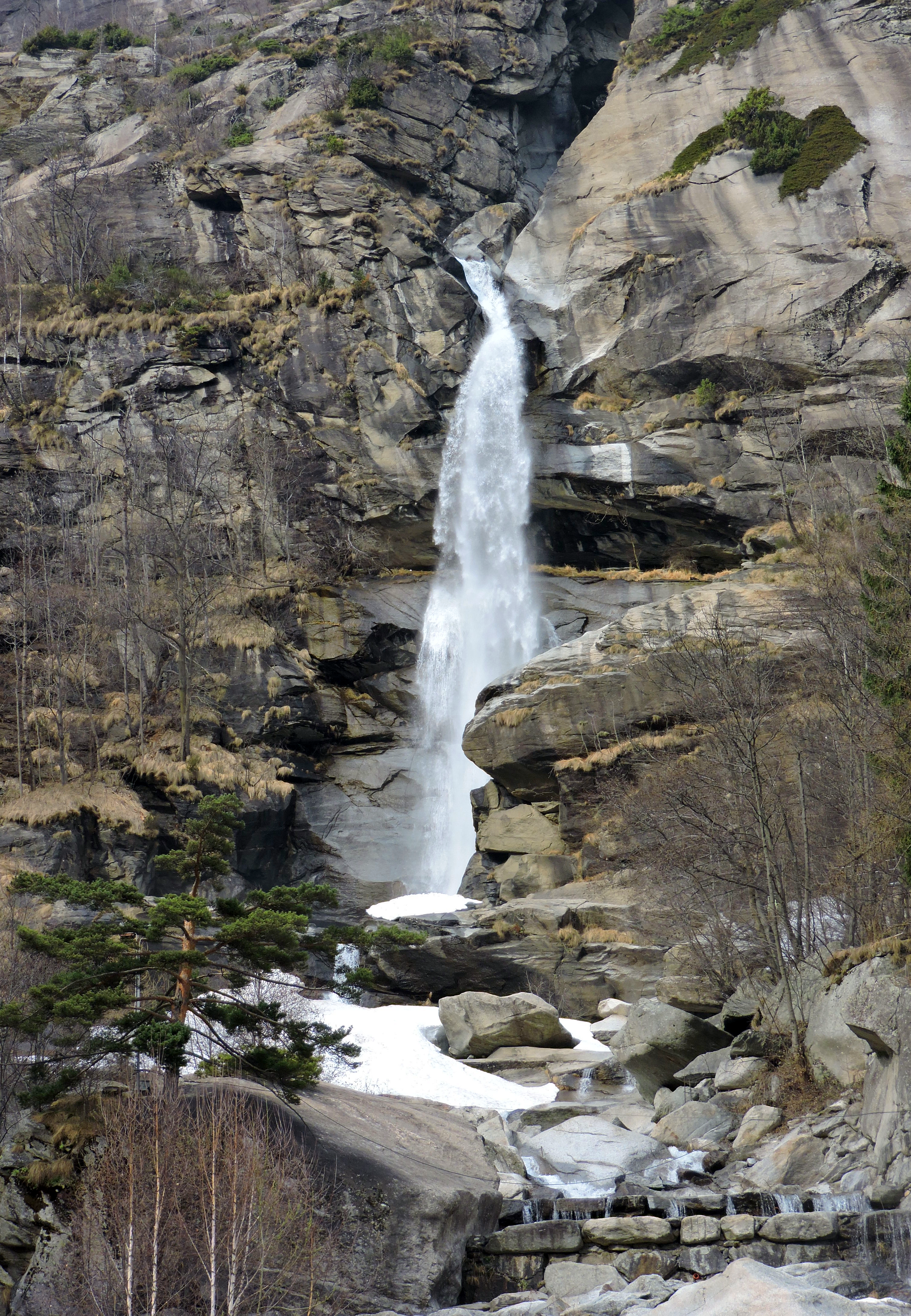
Cascata di Noaschetta

Noasca si trova in Valle dell'Orco e il territorio comunale è in parte situato nel Parco nazionale del Gran Paradiso. Il centro comunale si trova in sinistra idrografica dell'Orco, poco a valle della confluenza del torrente Noaschetta.
Il comune è situato sul versante meridionale della montagna del Gran Paradiso, e il territorio comunale raggiunge quota 4.026 metri sul livello del mare in corrispondenza del Roc, a breve distanza dalla vetta più alta del massiccio. Noasca è anche uno dei comuni italiani a più elevata escursione altimetrica (altitudine minima 841 m, altitudine massima 4.026 m), la più alta di tutti i comuni della città metropolitana torinese.

## Storia

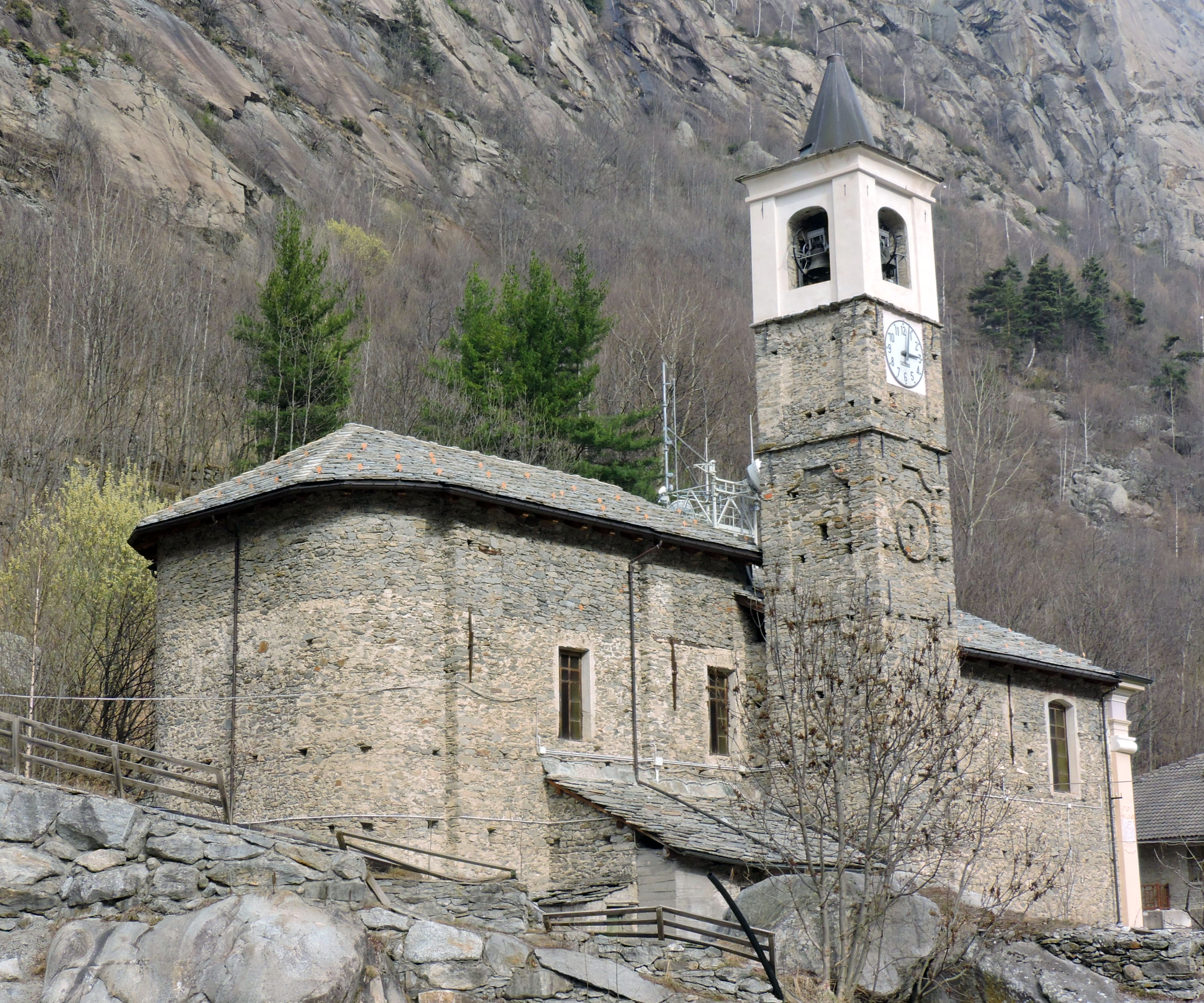
La parrocchiale

Noasca dipendeva in epoca feudale dalla contea dei Valperga. Oltre all'agricoltura (basata in particolare sulla produzione di cereali montani come orzo e segale, di fieno e di patate) e all'allevamento, in passato gli abitanti di Noasca erano dediti al commercio del bestiame, in particolare con i paesi allo sbocco della vallata come Cuorgnè.
 Erano inoltre noti come spazzacamini itineranti. Gli abitanti erano considerati di indicibile robustezza e di alta statura, oltre che di indole assai buona.
La popolazione era un tempo diffusa tra molte frazioni, oggi quasi tutte abbandonate a causa dell'emigrazione, in particolare verso i centri della pianura canavesana.

### Simboli
Lo stemma e il gonfalone del comune di Noasca sono stati concessi con decreto del presidente della Repubblica del 5 aprile 1995.
Il gonfalone è un drappo partito di azzurro e di giallo.

## Monumenti e luoghi d'interesse
- Chiesa parrocchiale: la parrocchiale di Noasca, definita già nell'Ottocento dal Casalis molto antica[5], è collocata poco sopra il paese e quasi a ridosso della cascata; dedicata a Santa Maria Assunta è la meta di una processione religiosa che si svolge ogni anno nella notte del 14 agosto[8]
- Cascata di Noasca (o della Noaschetta): è un salto d'acqua formato dal torrente Noaschetta a breve distanza dal paese. Alta 32 metri, è una delle più famose del Piemonte ed è stata fin dall'Ottocento citata nelle opere di vari viaggiatori e turisti anche stranieri[9]
- Nel vallone del Roc in borgata Maison, si può visitare la vecchia scuola statale, attiva fino agli anni '60 del Novecento, ora recuperata anche come museo del territorio
- Ha sede in Noasca il CEA (centro educazione ambientale)[10], l'unico del Parco nazionale del Gran Paradiso

## Società

### Evoluzione demografica
Negli ultimi settanta anni, a partire dal 1951, la popolazione residente si è ridotta dell' 88 %.
Abitanti censiti

## Amministrazione

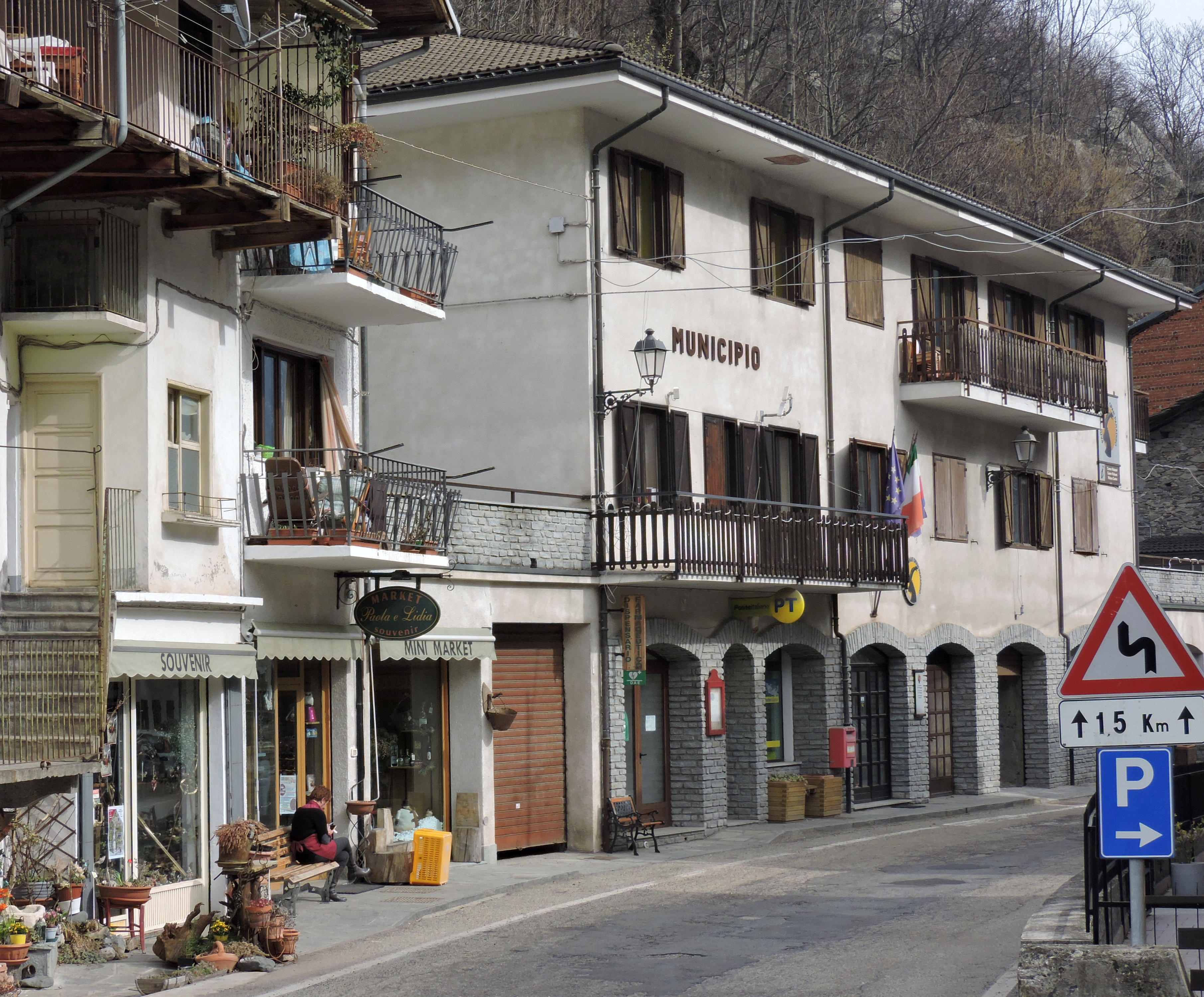
Il municipio

Di seguito è presentata una tabella relativa alle amministrazioni che si sono succedute in questo comune.
| Periodo        | Periodo         | Primo cittadino        | Partito                       | Carica  | Note   |
| -------------- | --------------- | ---------------------- | ----------------------------- | ------- | ------ |
| 12 giugno 1985 | 20 maggio 1990  | Guido Lorenzo Noascono | Democrazia Cristiana          | Sindaco | [ 12 ] |
| 20 maggio 1990 | 24 aprile 1995  | Guido Lorenzo Noascono | Democrazia Cristiana          | Sindaco | [ 12 ] |
| 24 aprile 1995 | 14 giugno 1999  | Guido Lorenzo Noascono | -                             | Sindaco | [ 12 ] |
| 14 giugno 1999 | 27 gennaio 2001 | Guido Lorenzo Noascono | lista civica                  | Sindaco | [ 12 ] |
| 14 maggio 2001 | 30 maggio 2006  | Piero Sergio Cucciatti | lista civica                  | Sindaco | [ 12 ] |
| 29 maggio 2006 | 16 maggio 2011  | Piero Sergio Cucciatti | lista civica                  | Sindaco | [ 12 ] |
| 16 maggio 2011 | 5 giugno 2016   | Domenico Aimonino      | lista civica Noasca siamo noi | Sindaco | [ 12 ] |
| 5 giugno 2016  | 4 ottobre 2021  | Domenico Aimonino      | lista civica Noasca siamo noi | Sindaco | [ 12 ] |
| 4 ottobre 2021 | in carica       | Domenico Aimonino      | lista civica Noasca siamo noi | Sindaco | [ 12 ] |

### Altre informazioni amministrative
Il comune faceva parte della Comunità Montana Valli Orco e Soana.